# Dolly Parton
Pour les articles homonymes, voir Dolly et Parton.
 (mars 2025).
Si vous disposez d'ouvrages ou d'articles de référence ou si vous connaissez des sites web de qualité traitant du thème abordé ici, merci de compléter l'article en donnant les références utiles à sa vérifiabilité et en les liant à la section « Notes et références ».
En pratique : Quelles sources sont attendues ? Comment ajouter mes sources ?
Dolly Rebecca Parton, née le 19 janvier 1946 à Sevierville (Tennessee), est une chanteuse country et pop, autrice-compositrice-interprète, musicienne multi-instrumentiste, actrice, scénariste, philanthrope, femme d'affaires et productrice américaine.
Après plus d'un demi-siècle de carrière ininterrompue, elle est devenue, entre autres, la reine de la musique country (« Queen of Country Music »). Elle a vendu plus de 100 millions d'albums dans le monde. Elle a atteint trois fois la première marche du classement POP aux États-Unis et 24 fois en musique country.
À ce jour, Dolly Parton a écrit plus de 3 000 chansons et a produit plus de 65 albums.
Elle s'est également engagée depuis 1990 dans une organisation à but non lucratif, Imagination Library, qui vise à offrir gratuitement des livres chaque mois à des enfants du Royaume-Uni, du Canada et des États-Unis.
Elle fait partie du cercle très fermé des artistes ayant été nommés aux quatre plus prestigieuses récompenses de l'industrie du spectacle aux États-Unis, à savoir les Emmy Awards (télévision), les Grammy Awards (musique), les Oscars (cinéma) et les Tony Awards (théâtre).

## Biographie
Dolly Parton naît le 19 janvier 1946 dans une famille pauvre du Tennessee, fille de Robert Lee, agriculteur, et d'Avie Lee Owens. Pendant de nombreuses années, son père cultive le tabac, mais pour des raisons économiques, il doit déménager à Détroit pour travailler dans l'industrie automobile. La chanteuse grandit au sein d'une fratrie de douze enfants, dans une cabane en bois où ils dorment à cinq enfants dans le même lit.

### Débuts
Dolly Parton commence très jeune sa carrière, vers l'âge de 11 ans. Elle bénéficie de l'aide de son oncle Bill qui travaille alors à la radio locale. C'est avec son aide qu'elle interprète sa première chanson Puppy Love à la radio.
Après ses 18 ans, elle déménage à Nashville, capitale de la musique country. Elle y fait la rencontre de Porter Wagoner, chanteur de country et animateur de l'une des plus grandes émissions musicales de l'époque. Il engage Dolly Parton vers la fin des années 1960 en tant que chanteuse. Elle prend rapidement une place de plus en plus centrale dans l'émission et a même le droit d'animer l'émission à plusieurs reprises. Elle enregistre plusieurs albums avec Porter Wagoner, dont certains morceaux à succès. Mais ayant de plus grandes ambitions, elle écrit et chante plusieurs chansons de son côté, sans grande reconnaissance au départ[réf. nécessaire].
En 1966, elle épouse un entrepreneur, Carl Dean, qui restera loin des projecteurs braqués sur sa femme. Ils n'ont pas eu d'enfant. Carl Dean meurt le 3 mars 2025 à 82 ans, et lui et Dolly Parton avaient passé 60 ans mariés.

### Succès
Son premier grand succès sur la scène country vient de sa reprise de Mule skinner blues, suivi par Dumb blonde, issu de son premier album Hello I'm Dolly. En 1973, elle quitte le Porter Wagoner Show pour se concentrer sur sa carrière et dédie une chanson à Porter Wagoner pour lui dire à quel point elle l'aime et pour le remercier, I Will Always Love You, chanson mondialement connue et reprise par Whitney Houston.
En 1986, elle fait l'acquisition, avec la famille Herschel, d'un parc d'attractions en faillite dans le Tennessee, situé à Pigeon Forge, à proximité du parc national des Great Smoky Mountains. Elle le rebaptise « Dollywood », en clin d'œil à Hollywood.
Après des années 1980 « pop », et parfois un peu passéistes, elle décide avec le succès déclinant (malgré le succès mondial de Whitney Houston en 1992 avec sa chanson) de retourner dans le Tennessee en 1996.
En 1999, elle enregistre pour la première fois un disque de bluegrass : The Grass Is Blue, un retour aux sources couronné par un Grammy Awards du meilleur album bluegrass et de nombreux autres prix. Ce retour au succès public se confirme avec Little Sparrow (en) en 2001, et Halos & Horns en 2002 avec une reprise du Stairway to Heaven de Led Zeppelin. Pour promouvoir son album, elle entame pour la première fois en dix ans une mini-tournée cette même année. Dolly Parton, surprise par l'accueil et par son propre plaisir de partir en tournée, décide alors de donner à nouveau des séries de concerts à l'étranger « avant d'être trop vieille pour ça ». Ce qui l'amène en Europe en mars-avril 2007, où elle fait salle comble en Norvège, en Suède, aux Pays-Bas, en Angleterre, en Écosse et en Irlande.

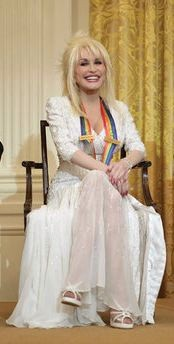
Dolly Parton lors d'une réception pour les lauréats du Centre Kennedy dans l'East Room de la Maison-Blanche à Washington, le 3 décembre 2006.

En 2006, elle obtient une nomination aux Oscars et aux Golden Globes pour la chanson originale Travelin' Thru du film Transamerica.

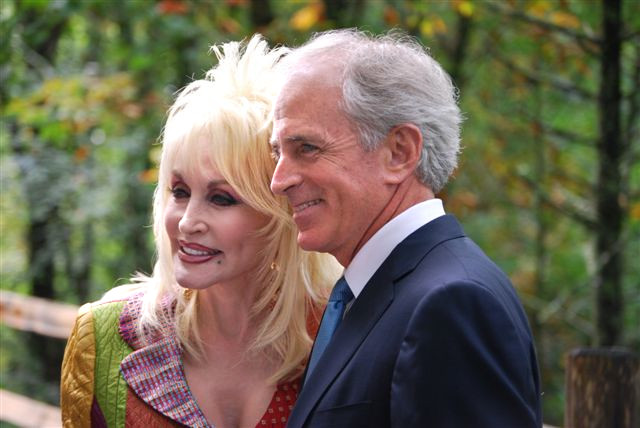
Avec Bob Corker à la cérémonie d'inauguration du parc national des Great Smoky Mountains en 2009.

En 2008, Dolly Parton revient avec un album de variété country qui se classe à sa sortie à la 17e place des palmarès aux États-Unis (un record en première semaine pour elle) et 2e place au classement country. Une nouvelle tournée passe par l'Europe en 2008 : le « Backwood Barbie Tour » avec 17 villes européennes et 170 000 spectateurs, fait d'elle l'artiste country qui a le plus de succès en Europe. Cette tournée s'est prolongée aux États-Unis.
En 2011, le nouvel album Better Days ne rencontre pas autant de succès que le précédent aux États-Unis, mais entre dans le Top 10 au Royaume-Uni. Une nouvelle tournée baptisée  Better Days Tour comprend 20 concerts aux États-Unis, 18 en Europe et 12 en Australie, pays dans lequel elle n'était pas allée depuis trente ans. Une polémique surgit en Australie : Dolly Parton tenait à son habituel bus de tournée en Océanie, véritable salon roulant. Mais son gabarit hors-norme, son poids, et ses portes ne s'ouvrant pas du bon côté provoquèrent un refus des douanes. C'est le ministre des Transports en personne qui résout le problème et permet la venue de Dolly. Un CD/DVD enregistré à Melbourne paraît en 2012.
En 2011, elle tourne dans le film Joyful Noise avec Queen Latifah, portant sur une chorale de gospel en perdition, tiraillée par les deux femmes, c'est un très grand succès. En octobre 2011, Dolly participe à l'album Chicago XXXIII: O Christmas Three du groupe de jazz-rock Chicago.
Dans le film Dumplin' (2018) avec Jennifer Aniston, la bande son est signée Dolly Parton, un film dans lequel il lui est rendu hommage. En 2019, elle chante aux côtés du groupe For King & Country le titre God Only Knows.
En 2023, elle enregistre le titre Gonna Be You, aux côtés de Belinda Carlisle, Cyndi Lauper, Debbie Harry et Gloria Estefan. Ce titre extrait de la bande originale du film Tom Brady à tout prix est un événement, devenant n°1 aux USA.
Le 3 mars 2025, à l'âge de 79 ans, Dolly Parton perd son mari après 60 ans de mariage.
Dolly Parton fait un retour sur les plateformes musicales en hiver 2025, notamment avec sa collaboration avec Sabrina Carpenter sur la chanson « Please Please Please » parue le 14 février 2025. Elle lance aussi le single If You Hadn’t Been There le 7 mars 2025, une œuvre qui sert d’hommage à son défunt mari.

## Discographie
- 1967 : Hello, I'm Dolly

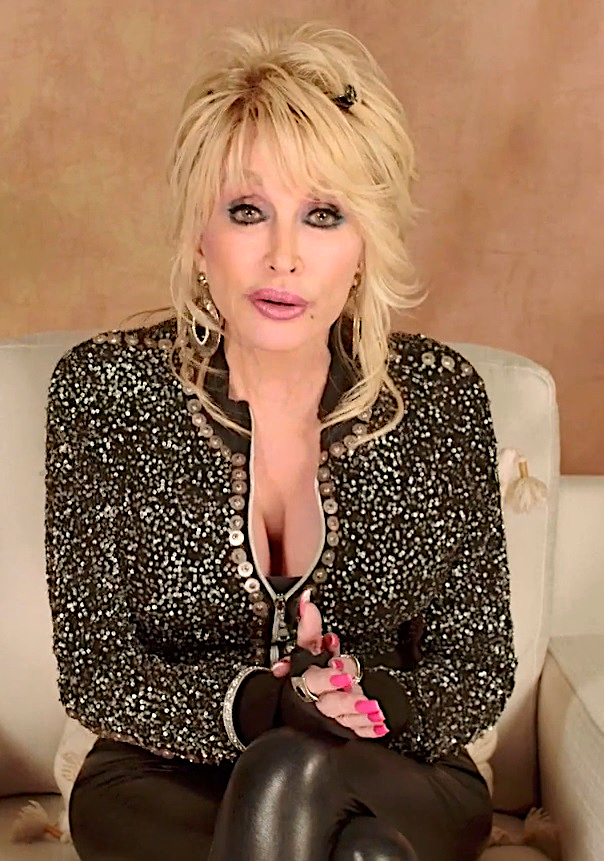
Dolly Parton en 2022.

- 1968 : Just Between You and Me (en) (avec Porter Wagoner)
- 1968 : Just Because I'm a Woman (en)
- 1968 : Just the Two of Us (en) (avec Porter Wagoner)
- 1969 : In the good old days
- 1969 : My Blue Ridge Mountain Boy
- 1970 : The Fairest Of Them All
- 1970 : As Long As I Love
- 1970 : A Real Live Dolly
- 1971 : Golden Streets Of Glory
- 1971 : Joshua
- 1971 : Coat of Many Colors
- 1972 : Touch Your Woman
- 1973 : My Tennessee Mountain Home
- 1973 : Bubbling Over
- 1973 : Mine
- 1974 : Jolene
- 1974 : Love Is Like A Butterfly
- 1974 : I Will Always Love You
- 1975 : The Bargain Store
- 1975 : The Seeker & We Used To
- 1976 : All I Can Do
- 1977 : New Harvest - First Gathering
- 1977 : Here You Come Again
- 1978 : Heartbreaker
- 1979 : Great Balls of Fire
- 1980 : Dolly, Dolly, Dolly
- 1980 : 9 To 5 And Odd Jobs
- 1983 : Burlap & Satin
- 1985 : Real Love
- 1987 : Trio (avec Emmylou Harris et Linda Ronstadt)
- 1987 : Rainbow
- 1989 : White Limozeen
- 1990 : Home for Christmas
- 1991 : Eagles When She Flies
- 1992 : Straight Talk (BO de film)
- 1993 : Slow Dancing With the Moon
- 1993 : Honky Tonk Angels (avec Loretta Lynn et Tammy Wynette)
- 1994 : Heartsongs (Live)
- 1995 : Something Special
- 1996 : Treasures
- 1998 : Hungry Again
- 1999 : Precious Memories
- 1999 : The Grass Is Blue
- 1999 : Trio 2 (avec Emmylou Harris et Linda Ronstadt)
- 2001 : Little Sparrow (en)
- 2002 : Halos & Horns
- 2003 : God and Country
- 2004 : Live and Well (CD/DVD) (Live)
- 2005 : Those Were the Days
- 2006 : The Acoustic Collection 1999-2002
- 2006 : Travelin Thru (chanson originale du film Transamerica)
- 2008 : Backwoods Barbie
- 2009 : Live from London (CD/DVD)
- 2010 : Letter to Heaven (compilation gospel)
- 2011 : Better Day
- 2014 : Blue Smoke
- 2016 : Pure & Simple
- 2016 : The Complete Trio Collection (avec Emmylou Harris et Linda Ronstadt)
- 2017 : I Believe in You
- 2019 : There is Jesus (avec Zach Williams Album Rescue Story)
- 2020 : A Holly Dolly Christmas
- 2023 : Rockstar (en)[14]
- 2024 : Rockstar en version deluxe

## Filmographie

### Comme compositrice
- 1982 : 9 to 5 (série télévisée)
- 1983 : Koks i kulissen
- 1991 : Wild Texas Wind (TV)
- 2002 : Frank McKlusky, C.I. (vidéo) : Edith McKlusky

### Comme actrice

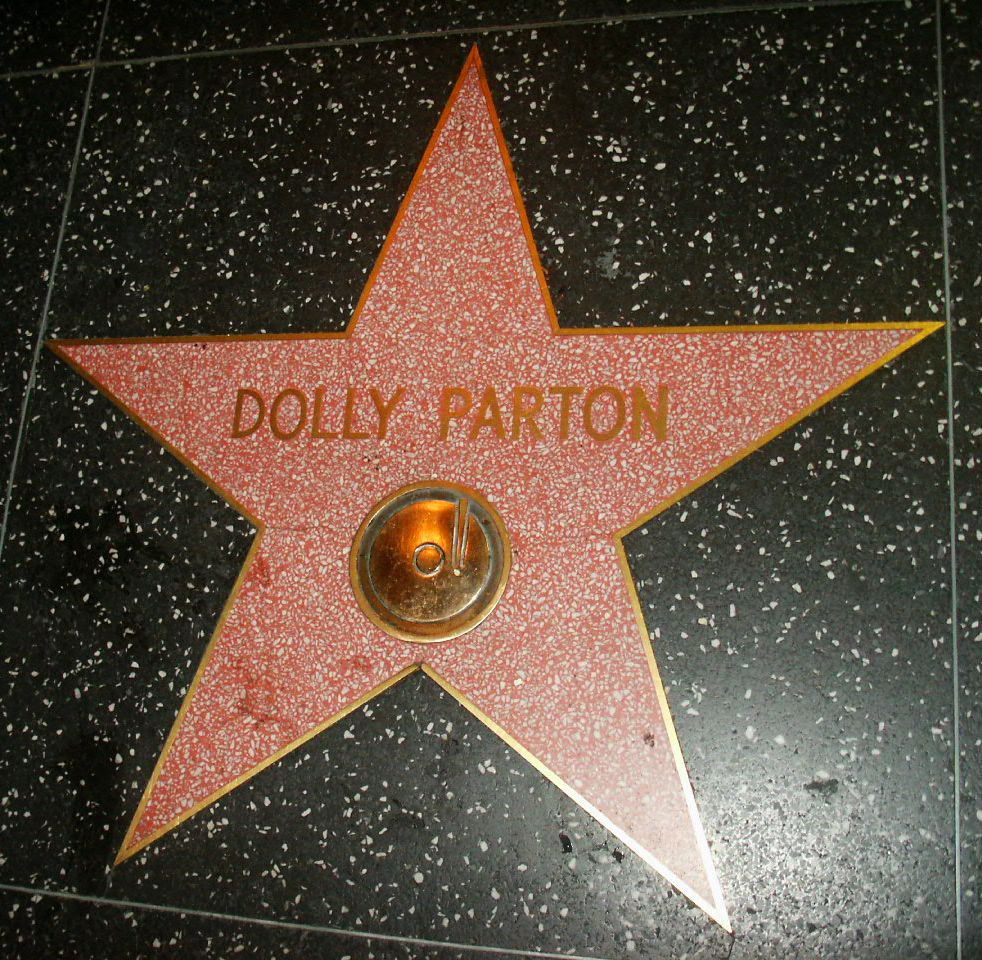
L'étoile de Dolly Parton sur le Walk of Fame sur le Hollywood Boulevard

- 1980 : Comment se débarrasser de son patron (Nine to Five) : Doralee Rhodes
- 1982 : La Cage aux poules (The Best Little Whorehouse in Texas) : Mona Stangley
- 1984 : Le Vainqueur (Rhinestone) : Jake
- 1986 : A Smoky Mountain Christmas (TV) : Lorna Davis
- 1989 : Potins de femmes (Steel Magnolias) : Truvy Jones
- 1991 : Wild Texas Wind (TV) : Thiola 'Big T' Rayfield
- 1992 : Franc-parler (Straight Talk) : Shirlee Kenyon
- 1994 : Heavens to Betsy (série télévisée)
- 1996 : Mindin' My Own Business (série télévisée)
- 1996 : Unlikely Angel (TV) : Ruby Diamond
- 1999 : Blue Valley Songbird (TV) : Leanna Taylor
- 2000 : Wave to the World (vidéo)
- 2005 : Miss FBI : Divinement armée (Miss Congeniality 2) : Elle-même
- 2006 : Hannah Montana : Son propre rôle
- 2011 : Glee (saison 3) : Son propre rôle
- 2011 : Dolly Parton, ma mère et moi (The Year Dolly Parton Was My Mom) : Son propre rôle
- 2012 : Joyful Noise  : G.G. Sparrow
- 2019 : Dolly Parton's Heartstrings : Son propre rôle
- 2020 : C'est Noël chez nous (Christmas on the Square) : Angel
- 2020 : A Holly Dolly Christmas : Mamie Noël
- 2022 : Grace and Frankie : Agnès Angel’s
- 2022 : The Orville (saison 3 épisode 8) : Elle-même

### Comme productrice
- 1991 : Wild Texas Wind (TV)
- 1996 : Unlikely Angel (TV)
- 1999 : Blue Valley Songbird (TV)

## Récompenses et nominations

### Récompenses
- 9 Grammy Awards (45 nominations)
- Country Music Hall of Fame (depuis 2000)
- Songwriter Hall of Fame (depuis 2001)
- National Medal of Arts (2005)
- Rolling Stone classe en 2012 la chanteuse (à travers un « Best of ») parmi les 50 plus grands albums de tous les temps catégorie « Women who rock »[15]
- Elle fait partie du cercle très fermé des artistes ayant été nommés aux 4 plus prestigieuses récompenses de l'industrie du spectacle aux États-Unis, à savoir les Emmy Awards (télévision), les Grammy Awards (musique), les Oscars (cinéma) et les Tony Awards (théâtre).